# سامانه اتوبوس تندرو کرج
سامانه اتوبوس تندرو کرج که با نام بی‌آرتی کرج هم شناخته می‌شود، پنجمین سامانه اتوبوس تندرو در ایران است. تنها خط این سامانه که فاصله میان ایستگاه متروی کرج در جنوب شرق کرج تا میدان حصارک در غرب کرج می‌پیماید، در ۱۸ تیر ۱۴۰۳ راه‌اندازی گردید.

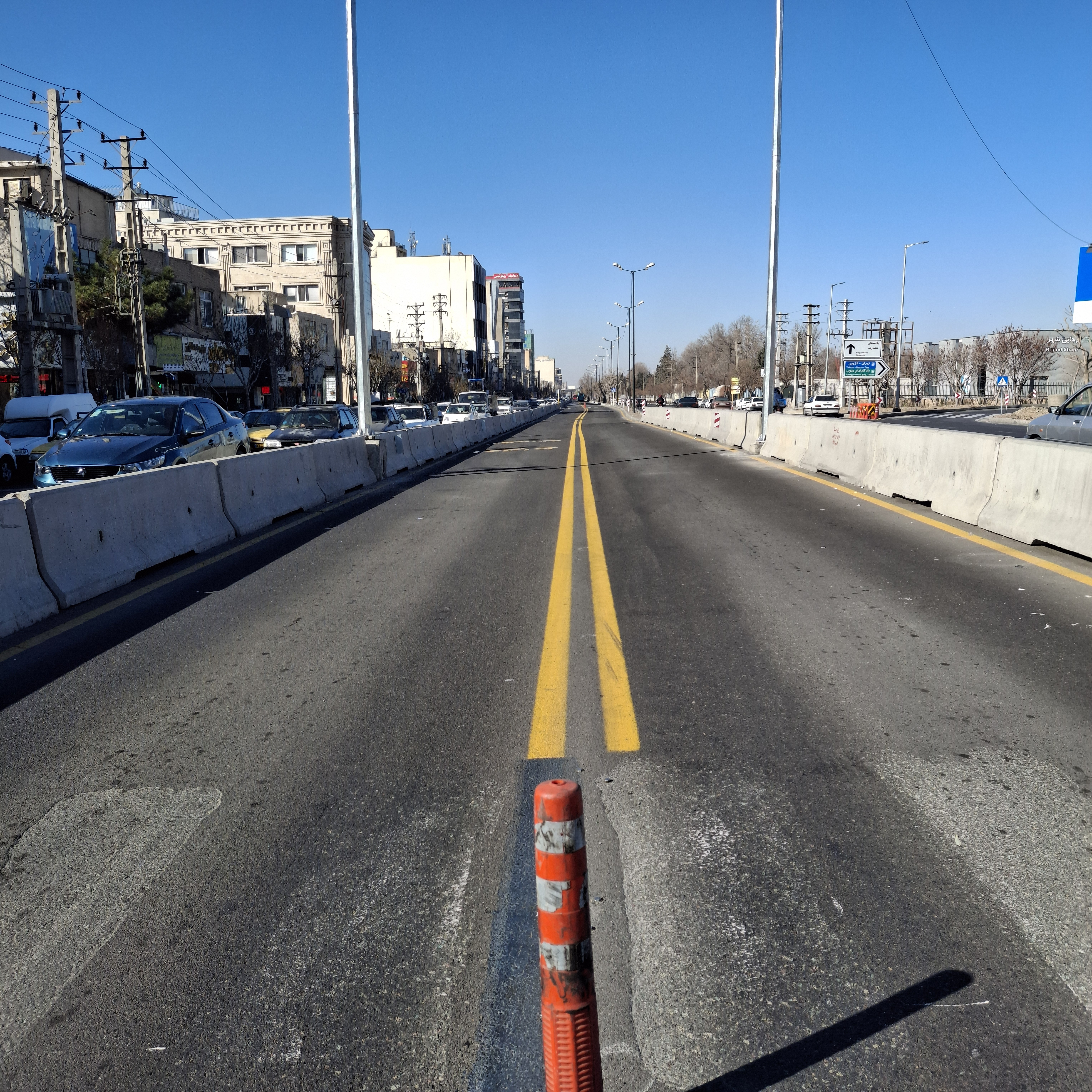
مسیر اتوبوس تندرو خیابان بهشتی

## پیشینه
فرزین فرشاد، معاون حمل و نقل و ترافیک شهرداری کرج در تاریخ ۴ تیر ۱۴۰۲ گفت:
 «در راستای توسعه حمل ونقل همگانی و با تأکید شورای اسلامی شهر کرج در جهت بهبود زیرساختهای حمل ونقل عمومی، از سال ۱۴۰۱ مطالعات اجرای مسیر ویژه اتوبوس تندرو در بلوار بهشتی و چمران (حدفاصل حصارک تا پایانه سلطانی) در دستور کار این معاونت قرار گرفت. درحال حاضر نقشههای فاز دو اجرای مسیر ویژه اتوبوس تندرو به طول حدود ۳۰ کیلومتر (به صورت رفت و برگشت) و متشکل از ۳۹ ایستگاه تهیه شده است.» 
در تاریخ ششم تیر چهارصد و دو معاون حمل و نقل و ترافیک شهرداری کرج از انتشار فراخوان انتخاب پیمانکار اجرای طرح خط ویژه اتوبوس تندرو خبر داد. 
فرزین فرشاد، معاون حمل و نقل و ترافیک شهرداری کرج در تاریخ ۲۳ آذر ۱۴۰۲ گفت:
 «عملیات اجرایی پروژه خط ویژه اتوبوس تندرو، مهرماه سال جاری آغاز و تاکنون بیش از یک و نیم کیلومتر جدول گذاری و بیش از ۵۰۰ متر مربع کف پوش اجرا شده است.
حجم بتن ریزی و خاکریزی در راستای اجرای این پروژه به ترتیب ۴۰۰ و ۵۰۰ متر مکعب بوده است.» 
فاز نخست سامانه اتوبوس تندرو کرج به طول ۱۵ کیلومتر در دو مسیر رفت و برگشت در ۱۸ تیر ماه ۱۴۰۳ طی مراسمی با حضور مردم، مسئولان و اصحاب رسانه افتتاح شد.
برای تکمیل و بهره برداری از فاز نخست سامانه اتوبوس تندرو کرج بالغ بر ۱۸۰ میلیارد تومان از اعتبارات شهری هزینه شده و ثبت تخلفات و مدیریت ترافیک در طول مسیر کاملاً هوشمند خواهد بود، ضمن اینکه مسافرین در ۱۸ ایستگاه تعبیه شده در مقاصد بین راهی قادر به استفاده از BRT در محدوده چهارراه آیت الله طالقانی تا دانشگاه خوارزمی حصارک خواهند بود.  
طول کل مسیر پیش بینی شده بالغ بر ۳۰ کیلومتر طول به صورت رفت و برگشت با پیش بینی ۳۵ ایستگاه در حدفاصل ایستگاه متروی شهید سلطانی کرج (پل فردیس) تا میدان خوارزمی حصارک می باشد که مابقی مسیر تا پایان شهریور ماه امسال زیر بار ترافیکی می رود. 

## ایستگاه ها
| غرب به شرق | غرب به شرق                 | غرب به شرق                                                           | غرب به شرق             | غرب به شرق         |
| ---------- | -------------------------- | -------------------------------------------------------------------- | ---------------------- | ------------------ |
| شماره      | نام ایستگاه                | آدرس (مکان)                                                          | تقاطع با مترو          | توضیحات            |
| 1          | دانشگاه خوارزمی            | بلوار شهید بهشتی، بلوار خوارزمی                                      |                        |                    |
| 2          | آقا رضایی                  | بلوار شهید بهشتی، بلوار آقا رضایی                                    |                        |                    |
| 3          | پست‌خانه                    | بلوار شهید بهشتی،‌ بلوار آزادی (پست‌خانه)                              |                        |                    |
| 4          | المهدی                     | بلوار شهید بهشتی، خیابان المهدی                                      |                        |                    |
| 5          | گلشهر                      | بلوار شهید بهشتی، بلوار شهید شمس (45 متری گلشهر)                     | و                      |                    |
| 6          | میانجاده                   | بلوار شهید بهشتی، بلوار امام خمینی (باغستان)                         |                        |                    |
| 7          | دهقان‌ویلا                  | بلوار شهید بهشتی، خیابان دهقان‌ویلای اول                              |                        |                    |
| 8          | رجایی‌شهر                   | بلوار شهید بهشتی، بزرگراه یادگار امام و بلوار آزادی (سه راه گوهردشت) | و                      |                    |
| 9          | چهارصد دستگاه              | بلوار شهید بهشتی، میدان شهید آجرلو (سپاه)                            | و (ایستگاه میدان سپاه) |                    |
| 10         | آیت‌الله طالقانی            | بلوار شهید بهشتی، بوستان جهان                                        |                        |                    |
| 11         | شهدای سلامت                | بلوار شهید بهشتی، ساختمان پزشکان رازی                                |                        |                    |
| 12         | میدان شهداء                | بلوار شهید بهشتی، میدان شهداء                                        |                        |                    |
| 13         | گوهرشاد                    | بلوار شهید بهشتی، حد فاصل خیابان های ادهم و امامی                    |                        |                    |
| 14         | امام خمینی(ره) (میدان کرج) | بلوار شهید بهشتی، چهارراه حضرت امام (میدان کرج)                      |                        |                    |
| 15*        | جانبازان                   | بزرگراه شوراء، زیر پل جانبازان، پایان جانبازان                       |                        | فقط جهت شرق به غرب |
| 15*        | میدان قدس                  | بلوار قدس، میدان قدس                                                 |                        | فقط جهت غرب به شرق |
| 16         | بوستان شهید چمران          | بلوار شهید چمران، بوستان شهید چمران                                  |                        |                    |
| 17         | میدان امام حسین (ع)        | بلوار شهید چمران، میدان امام حسین                                    | ،، و                   |                    |
| 18*        | متروی کرج (شهید سلطانی)    | بلوار شهید چمران، ورودی مترو                                         | ، ،، و                 | فقط جهت غرب به شرق |
| 19         | پایانه شهید سلطانی         | خیابان لقمان حکیم، پایانه شهید سلطانی                                | ، ،، و                 |                    |

## اتوبوس ها

### اتوبوس‌های دیزلی

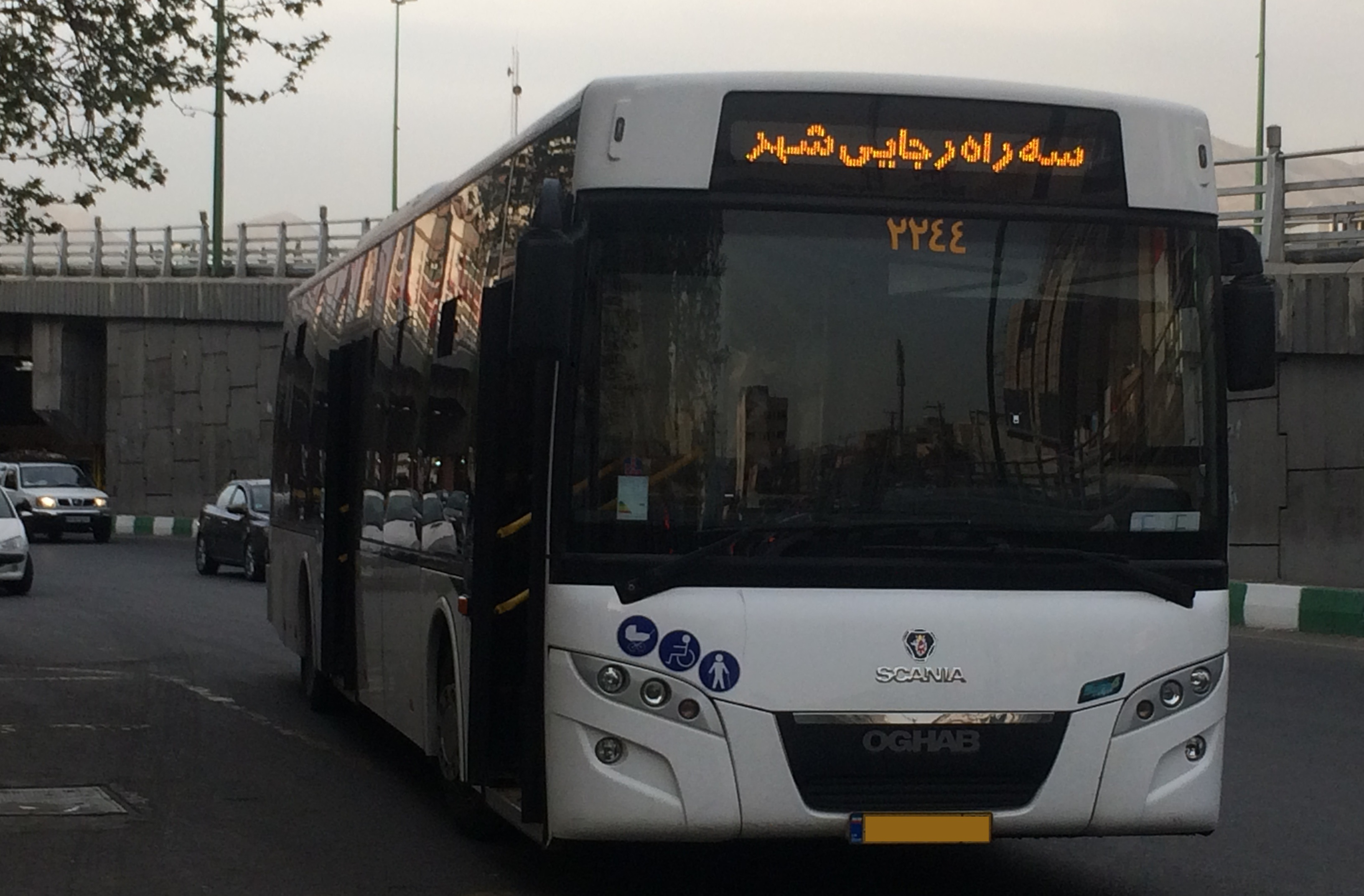
اتوبوس پارسین عقاب اسکانیا

اتوبوس های دیزلی سامانه اتوبوس تندرو کرج اکثرا از نوع پارسین عقاب افشان است که رنگ قرمز آن به مقصد میدان کرج و رنگ سفید آن به مقصد ایستگاه متروی کرج است.

### اتوبوس برقی

اتوبوس برقی آتروس ساخت ایران خودرو دیزل

در تاریخ سه شنبه ۲۸ فروردین سال ۱۴۰۳ ایستگاه شارژ اتوبوس برقی افتتاح شد و از ۴۰ دستگاه اتوبوس برقی ایران خودرو در کرج رونمایی شد.
اتوبوس های شهری برقی کرج قادرند با هر بار شارژ کامل مسافت ۲۵۰کیومتر را پیمایش کنند.
شارژ کامل هر اتوبوس برقی سه ساعت زمان می برد.
این اتوبوس ها به رنگ های آبی، قرمز، سبز و زرد هستند که همگی مقصدشان میدان کرج است.
- در روزهای جمعه، تمامی اتوبوس‌ها اعم از دیزلی و برقی از مبدا میدان حصارک حرکت کرده و به مقصد پایانه شهید سلطانی می‌پیمایند.

## قیمت بلیط
قیمت بلیط در سامانه تندرو کلانشهر کرج به شرح زیر است:
- استفاده از البرز کارت: ۱۰۰۰ تومان
- پرداخت به صورت نقدی: ۳۰۰۰ تومان